# Parsonsia aneityensis
Parsonsia aneityensis är en oleanderväxtart som beskrevs av André Guillaumin. Parsonsia aneityensis ingår i släktet Parsonsia och familjen oleanderväxter. Inga underarter finns listade i Catalogue of Life.